# Con tutto l'amore che c'è
Con tutto l'amore che c'è è un album della cantante italiana Tiziana Rivale pubblicata dall'etichetta musicale Danny Rose.

## Tracce
1. Con tutto l'amore che c'è (Gianfenis, Rivale)
2. Dove sei (Gianfenis, Rivale)
3. Io ci sarò (Gianfenis, Rivale, Ritchie)
4. Diamante (A. Fornaciari, F. De Gregori)
5. Ancora tu (L. Battisti, Mogol)
6. Un giorno per amarti di più (D. Tarchiani, D. Warren, M. Bolton)
7. Fidati di me (Why) (L. Albertelli, P. Steffan, P. Donaggio)
8. L'amore va (C. Gizzi, P. Calabrese)
9. È finita qui (Gianfenis, Rivale, S. Cenci)
10. Sarà quel che sarà (M. Fabrizio, R. Ferri)
11. Infinito (M. Idà, Rivale)

## Formazione
- Tiziana Rivale – voce, cori
- Massimo Fumanti – chitarra elettrica
- Marcello Surace – batteria
- Franco Vinci – chitarra elettrica
- Chris Mangano – basso, cori
- Davide Pinelli – tastiera, cori, programmazione
- Pino Polistina – chitarra acustica, chitarra elettrica
- Massimo Idà – tastiera, cori, programmazione
- Cristiano Micalizzi – batteria
- Clemente Ferrari – tastiera, programmazione, pianoforte